# Трофименко Лариса Сергіївна
Трофименко Лариса Сергіївна (*15 лютого 1950) — український політик, Народний депутат України 3-го скликання (12 травня 1998р — 14 травня 2002).
Народилась 15 лютого 1950 (село Грузьке, Криворізький район, Дніпропетровська область); українка; батько Гречка Сергій Миколайович (1918—1975) — учитель; мати Людмила Якимівна (1927) — пенс.; дочка Марина Сергіївна (1979).

## Освіта
Сімферопольський державний університет (1968—1972), філолог, «Українська мова і література». Дніпропетровський сільськогосподарський інститут (1984—1987), вчений агроном.
Кандидат політичних наук (з 2002). Дисертація «Феномен жіночого політичного лідерства в Україні» (Одеська національна юридична академія, 2002).

## Трудова діяльність
- 1968—1972 — студент Сімферопольського державного університету.
- 1972—1973 — учитель української мови і літератури Кадіївської середньої школи № 2 Луганської області.
- 1974—1975 — організатор позакласної роботи середньої школи № 7 міста Харкова.
- 1975—1977 — директор Новолозуватської 8-річної школи.
- 1977—1982 — директор Лозуватської середньої школи № 1 Криворізького району.
- 1982—1987 — заступник голови, 1987—1992 — голова виконкому Криворізької райради народних депутатів Дніпропетровської області.
- 1992—1994 — Представник Президента України в Криворізькому районі.
- 1994—1995 — голова Криворізької райради народних депутатів.
- 1995—1997 — голова Криворізької райдержадміністрації.
- 1997—1998 — голова Криворізької райради.

## Політична діяльність
Народний депутат України 3 скликання 03.1998-04.2002, виборчій округ № 37, Дніпропетровська область від партії Всеукраїнське об'єднання «Громада». На час виборів: голова Криворізької райради Дніпропетровської області, член партії Всеукраїнське об'єднання «Громада».
Член фракції «Громада» (05.1998-03.1999), член групи «Незалежні» (03.1999-01.2000), член групи «Відродження регіонів» (01.2000-04.2001), член фракції Партії «Демократичний союз» (з 04.2001). Член Комітету з питань регламенту, депутатської етики та організації роботи ВР України (07.1998-02.2000), Комітету з питань соціальної політики та праці (03.-04.2000), член Комітету з питань аграрної політики та земельних відносин (з 04.2000).
Була заступником голови партії «Солідарність жінок України» (з 11.1999).

## Нагороди та відзнаки
- Лауреат Всеукраїнської премії «Жінка ІІІ тисячоліття» в номінації «Рейтинг» (2008).